# Delta1 Chamaeleontis
Delta1 Chamaeleontis (25 Chamaeleontis) é uma estrela dupla na direção da constelação de Chamaeleon. Possui uma ascensão reta de 10h 45m 16.38s e uma declinação de −80° 28′ 10.3″. Sua magnitude aparente é igual a 5.46. Considerando sua distância de 354 anos-luz em relação à Terra, sua magnitude absoluta é igual a 0.28. Pertence à classe espectral K0III.